# 대한육상연맹
대한육상연맹(大韓陸上協會, Korea Association of Athletics Federations, KAAF)은 대한민국은 육상 종목 행정을 총괄하는 스포츠 행정 기구이다.  대한민국의 육상 경기 국민 보급, 국민 체력 향상, 육상 선수 양성을 통한 국위 선양 등을 목적으로 1945년 9월 23일에 창립된 대한민국 문화체육관광부 소관의 사단법인이다.

## 산하 단체
- 한국중고육상연맹
- 한국대학육상연맹
- 한국실업육상연맹

## 참고 문헌
- “대한체육회 회원종목단체 경영공시”. 대한체육회.
- 〈대한육상연맹〉. 《한국민족문화대백과사전》. 한국학중앙연구원.
- 〈대한육상연맹〉. 《두피디아》. 두산.
- 〈대한육상연맹〉. 《네이버 기관단체사전》. 굿모닝미디어.
- 〈대한육상연맹〉. 《체육학대사전》. 민중서관.

## 같이 보기
- 대한민국의 육상
- 대한장애인육상연맹